# Khao Chaison (huyện)
Khao Chaison (tiếng Thái: เขาชัยสน) là một huyện (amphoe) của tỉnh Phatthalung, phía nam Thái Lan.

## Địa lý
Các huyện giáp ranh (từ phía nam theo chiều kim đồng hồ) là Bang Kaeo, Tamot, Kong Ra và Mueang Phatthalung của tỉnh Phatthalung, Krasae Sin của tỉnh Songkhla.
Phía đông là bờ hồ Thale Luang.

## Lịch sử
Huyện  này ban đầu là tiểu huyện (King Amphoe) Lampam (ลำปำ) được lập năm 1923 làm một đơn vị hành chính thuộc huyện Mueang Phatthalung. Tiểu huyện bao gồm 2 phó huyện Lampam và Han Po. Ngày 1 tháng 11 năm 1939, phó huyện Lampam, Phaya Khan và Khuan Maphrao đã được chuyển sang cho huyện Mueang còn phó huyện Khao Chaison và Khuan Khanun từ huyện Mueang cũng như Tha Duea và Chong Thanon từ Pak Phayun đã được đưa vào tiểu huyện này. Văn phòng huyện đã được chuyển đến Khao Chaison. Năm 1940 tiểu huyện đã được đổi tên thành Khao Chaison theo tambon trung tâm. Đơn vị này đã được nâng cấp thành huyện ngày 1 tháng 1 năm 1953.

## Hành chính
Huyện này được chia thành 5 phó huyện (tambon), các đơn vị này lại được chia ra thành 56 làng (muban). Khao Chaison là một thị trấn (thesaban tambon) nằm trên một phần của tambon Khao Chaison. Có 5 Tổ chức hành chính tambon.
| STT | Tên          | Tên tiếng Thái | Số làng | Dân số |  |
| --- | ------------ | -------------- | ------- | ------ |  |
| 1.  | Khao Chaison | เขาชัยสน        | 14      | 12.637 |  |
| 2.  | Khuan Khanun | ควนขนุน         | 10      | 8.571  |  |
| 5.  | Chong Thanon | จองถนน         | 7       | 3.681  |  |
| 6.  | Han Pho      | หานโพธิ์         | 11      | 8.704  |  |
| 7.  | Khok Muang   | โคกม่วง         | 14      | 9.699  |  |

Các con số mất là tambon nay tạo thành huyện Bang Kaeo.